# Ken Lockie
Ken Lockie es un cantante y teclista británico que formó parte de bandas new wave, como Cowboys International y Public Image Ltd.

## Biografía
Nacido en Newcastle, Inglaterra, formó una banda llamada The Quick Spurs, donde también estaba Keith Levene, de The Clash y Public Image Ltd.

### Cowboys International
A finales de la década de 1970, renombra la banda como Cowboys International, que reunía a músicos con trayectoria anterior y posterior en diferentes bandas punk y new wave, como Terry Chimes en la batería (ex-The Clash) y Jimmy Hughes en el bajo (ex-The Banned). La banda lanza en 1979 The Original Sin, y tras giras y muchos cambios de miembros, Lockie disuelve la banda para hacerse solista.

### Solista
En su corta carrera solista, sólo lanza un álbum, The Impossible, y dos sencillos, Dance House y Today, todos en 1981.

### Public Image Ltd.
Ese mismo año, va a Nueva York, para integrar Public Image Ltd. y reunirse con sus excompañeros de Cowboys International, Keith Levene y Pete Jones, pero dura muy poco tiempo.

## Discografía

### Con Cowboys International
Véase Discografía de Cowboys International

### Como solista
- The Impossible (Álbum, 1981).
- Dance House (Sencillo, 1981).
- Today (Sencillo, 1981).